# Tricula montana
Tricula montana é uma espécie de gastrópode da família Pomatiopsidae
É endémica da Índia.